# Floyd L. Carpenter

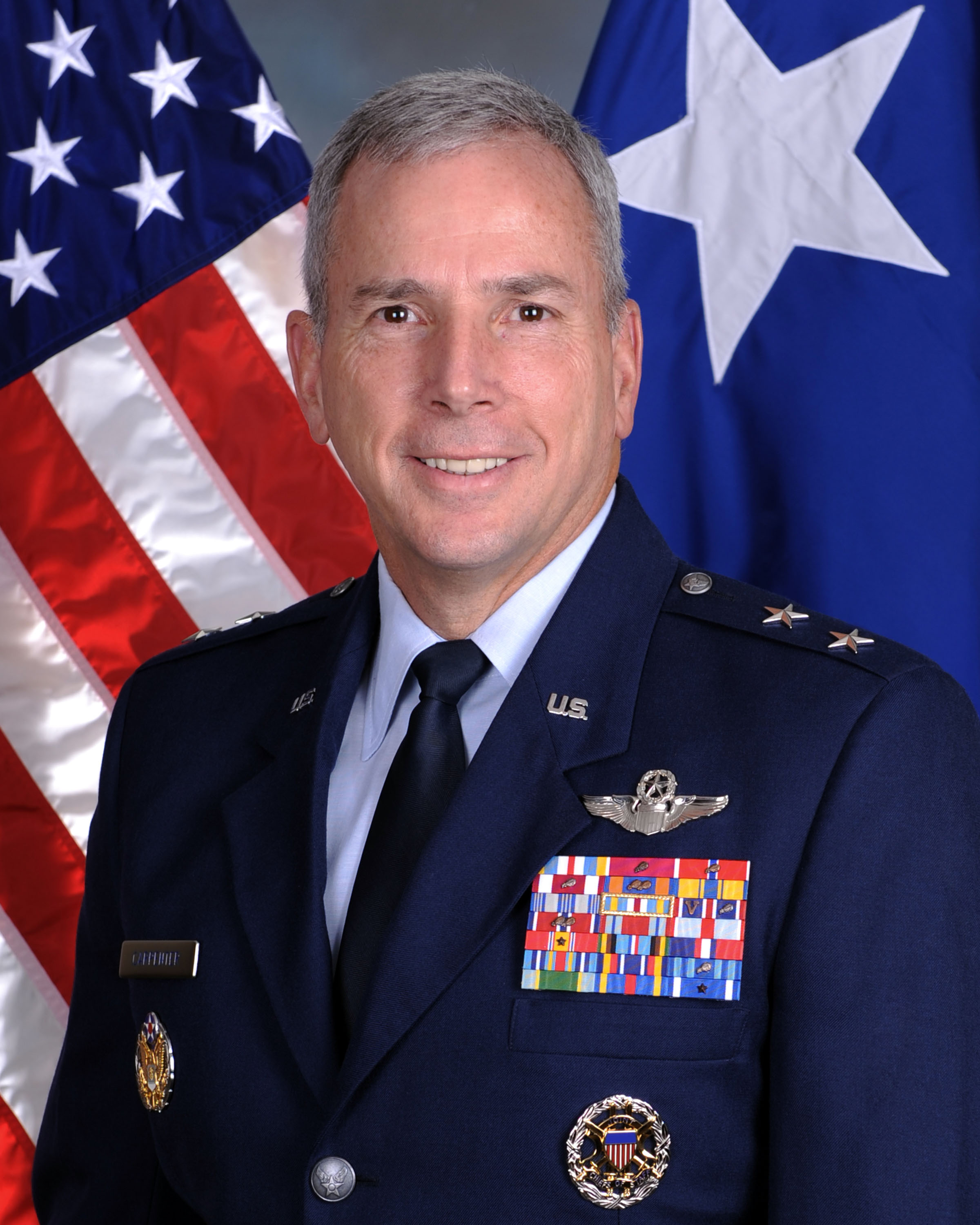
Floyd L. Carpenter (2008)

Floyd L. Carpenter (* um 1955) ist ein pensionierter Generalmajor der United States Air Force. Er war unter anderem Kommandeur der 8. Luftflotte.
Über das ROTC-Programm der Texas A&M University gelangte er im Jahr 1977 in das Offizierskorps der United States Air Force. Dort durchlief er anschließend alle Offiziersränge vom Leutnant bis zum Zwei-Sterne-General.
Im Lauf seiner militärischen Karriere absolvierte er verschiedene Kurse und Schulungen. Dazu gehörten unter anderem eine Ausbildung zum Kampfpiloten und weitere Fortbildungskurse als Pilot neuer Flugzeugtypen; das Air Command and Staff College, das sich ebenfalls auf der Maxwell AFB befindet; das National War College in Fort Lesley J. McNair in Washington, D.C. und der Pinnacle General and Flag Officer Course an der National Defense University. Außerdem erhielt er akademische Grade von der Carnegie Mellon University, der Syracuse University und der University of North Carolina at Chapel Hill.
In seinen frühen Jahren als Offizier der Luftwaffe war er an verschiedenen Stützpunkten in den Vereinigten Staaten stationiert. Dabei war er als Pilot, Flugausbilder oder Stabsoffizier bei unterschiedlichen Einheiten tätig. Dazwischen absolvierte er die erwähnten Schulungen. Zwischen Juli 1998 und Juni 2000 kommandierte er als Oberst auf der Minot Air Force Base in North Dakota die 5th Operations Group.
Daran schloss sich eine Versetzung nach Hawaii an. Auf dem Militärstützpunkt Camp H. M. Smith war er zwischen Juni 2000 und Juli 2002 in unterschiedlichen Funktionen Stabsoffizier beim United States Pacific Command. Anschließend wurde Floyd Carpenter auf die Barksdale Air Force Base in Louisiana beordert, wo er das Kommando über das 2. Bombengeschwader (2nd Bomb Wing) erhielt, das er zwischen Juli 2002 und Februar 2004 innehatte. Danach leitete er bis zum Juni 2005 auf der Maxwell AFB einige der dort angesiedelten Luftwaffenschulen (Commander, Air Force Officer Accession and Training Schools).
Als Nächstes gehörte Carpenter bis zum März 2007 dem Stab der Joint Chiefs of Staff in Washington, D.C. an. Bis November 2007 verblieb er in der Bundeshauptstadt, wechselte aber zum Stab des Hauptquartiers der Luftwaffe, dessen Personalabteilung er angehörte. Im November 2007 kehrte er zur Barksdale AFB zurück, wo er bis Mai 2009 stellvertretender Kommandeur der 8. Luftflotte war. Am 1. Juni 2009 wurde er dort als Nachfolger von Robert J. Elder Jr. Kommandeur der 8. Luftflotte. Gleichzeitig war er auch Kommandeur der Joint Functional Component for Space and Global Strike des United States Strategic Commands. Diese Ämter bekleidete er bis zum 3. Juni 2011. Anschließend schied er aus dem aktiven Militärdienst aus. 
Während seiner aktiven Zeit als Militärpilot absolvierte er über 4200 Flugstunden auf verschiedenen Flugzeugtypen.

## Daten der Beförderungen
| Abzeichen | Rang               | Jahr             |
| --------- | ------------------ | ---------------- |
|           | Second Lieutenant  | 6. Mai 1977      |
|           | First Lieutenant   | 6. November 1979 |
|           | Captain            | 6. November 1981 |
|           | Major              | 1. August 1989   |
|           | Lieutenant Colonel | 1. Juni 1993     |
|           | Colonel            | 1. August 1998   |
|           | Brigadier General  | 1. November 2004 |
|           | Major General      | 2. Mai 2008      |

## Orden und Auszeichnungen
Floyd Carpenter erhielt im Lauf seiner militärischen Laufbahn unter anderem folgende Auszeichnungen:
- Defense Superior Service Medal
- Legion of Merit
- Bronze Star Medal
- Meritorious Service Medal
- Air Medal
- Air Force Commendation Medal
- Air Force Achievement Medal
- Combat Readiness Medal
- National Defense Service Medal
- NATO-Medaille